# Mns Dayah
Mns Dayah is een bestuurslaag in het regentschap Lhokseumawe van de provincie Atjeh, Indonesië. Mns Dayah telt 1137 inwoners (volkstelling 2010).